# Plectiscidea ventosa
Plectiscidea ventosa är en stekelart som beskrevs av Rossem 1987. Plectiscidea ventosa ingår i släktet Plectiscidea och familjen brokparasitsteklar. Arten är reproducerande i Sverige. Inga underarter finns listade i Catalogue of Life.